# Megaselia pilifemur
Megaselia pilifemur är en tvåvingeart som först beskrevs av William Lundbeck 1921.  Megaselia pilifemur ingår i släktet Megaselia och familjen puckelflugor. Arten har ej påträffats i Sverige. Inga underarter finns listade i Catalogue of Life.